# کلبی مینیفی
کُلبی مینیفی (انگلیسی: Colby Minifie؛ زادهٔ ۳۱ ژانویهٔ ۱۹۹۲) بازیگر اهل ایالات متحده آمریکا است. وی از سال ۲۰۰۹ میلادی تاکنون مشغول فعالیت بوده‌است.

## گزیدهٔ نقش‌آفرینی‌ها

### سینما
- من به پایان دادن به اوضاع فکر می‌کنم (۲۰۲۰)
- تسلیم (۲۰۱۷)
- درنگ نکن (۲۰۱۶)
- بزرگ‌ترین (۲۰۰۹)

### تلویزیون
- از مردگان متحرک بترسید (۲۰۲۱–۲۰۱۹)
- پسرها (۲۰۱۹ تا کنون)
- نقطه کور (۲۰۱۹)
- خانم میزل شگفت‌انگیز (۲۰۱۸)
- جسیکا جونز (۲۰۱۵)
- فهرست سیاه (۲۰۱۳)
- گلی (۲۰۱۱)